# 埃米卡 (亞利桑那州)
埃米卡（英語：Emika）是位於美國亞利桑那州皮馬縣的一個非建制地區。該地的面積和人口皆未知。

## 地理
埃米卡的座標為32°26′00″N 112°29′12″W / 32.43333°N 112.48667°W，而該地的平均海拔高度為696米（即2283英尺）。